# Pogonatum brachypodium
Pogonatum brachypodium là một loài Rêu trong họ Polytrichaceae. Loài này được (Müll. Hal.) Watts & Whitel. miêu tả khoa học đầu tiên năm 1902.